# José Antonio de Magalhães Lins
José Antônio de Magalhães Lins (Rio de Janeiro, 17 de maio de 1966) é um economista e empresário brasileiro, descendente de tradicionais famílias de banqueiros, diplomatas e empresários mineiros: bisneto do diplomata e abolicionista Joaquim Nabuco, do politico e diplomata Afrânio de Mello Franco e do Ministro da Suplementação da Corte Edmundo Lins. 
É um dos cinco filhos de Maria do Carmo de Mello Franco Nabuco e do ex-banqueiro e segurador José Luiz de Magalhães Lins – sócio do extinto Banco Nacional de Minas Gerais, da Atlântica Boavista Seguros e do Bradesco. O pai se notabilizou ainda como principal mecenas do cinema novo nos anos 1960.

## Carreira
Sócio e fundador da Setarcos International Ltd e da Forecast Capital S.A (gestora de recursos), o empresário atua hoje na área de petróleo e gás, criou a Axelpar e a Petrotech Oil & Gas  (controladora da Great Holdings, Great Oil Perfurações e Great Energy). No setor de telecomunicações, fundou a Heliconia Empreendimentos.

O empresário começou a carreira na área de seguros, nos anos 90. Foi membro do Conselho da Teleperformance e de O Dia, no caso do jornal por meio da Arca Capitalização S.A.. É presidente do Conselho Consultivo da Câmara de Comércio, Indústria, Agricultura e Turismo Brasil-Uruguai (CCBRUY) e diretor da Câmara de Comércio Brasil-Equador, além de integrante do Conselho Superior da Fundação Centro de Estudos do Comércio Exterior (Funcex).